# Elvis Tjin Asjoe
Elvis Erwin Jules Tjin Asjoe (Antriol, 9 januari 1966) is een Nederlands politicus en partijleider van de MPB. Sedert 6 december 2022 is hij eilandgedeputeerde voor gezondheidszorg en cultuur in het Bestuurscollege van Bonaire. Na 10 oktober 2010 had hij deze functie meermalen bekleed. Daarvoor was hij minister van de Nederlandse Antillen in het eerste en tweede kabinet de Jongh-Elhage.

## Leven
Tjin Asjoe is in Antriol geboren als de jongste van vier kinderen van Elvia Nicolaas en Eugene Tjin Asjoe. Zijn vader was afkomstig uit Suriname en ging in Bonaire werken voor Schunck Kleding Industrie. Na de middelbare school ging Tjin Asjoe naar de MTS op Curaçao en vervolgde zijn studie aan de HTS in Enschede waar hij cum laude slaagde. Na terugkeer op Bonaire was hij werkzaam bij Bonaire Trading als hoofd automatisering. Een jaar later zette hij met een partner een eigen ICT-bedrijf op.

### Politiek
Na totstandkoming van het akkoord met Nederland dat Bonaire een bijzondere gemeente zou worden maakte Tjin Asjoe de overstap van het bedrijfsleven naar de politiek. Hij nam op de UPB-lijst deel aan de eilandsraadverkiezingen van 2007. Op 13 juni 2007 werd hij minister van economische zaken van de Nederlandse Antillen nadat Burney Elhage deze ministerspost inruilde voor de benoeming tot gedeputeerde in het Bonaireaanse bestuurscollege. Tjin Asjoe trad op 19 maart 2009 af, doch keerde in het kabinet-de Jongh-Elhage II op dezelfde ministerspost terug van 26 maart 2010 tot de opheffing van de Nederlandse Antillen op 10 oktober 2010. 
Bij de eilandsraadsverkiezingen van 2011, de eerste verkiezing als bijzondere Nederlandse gemeente, was Tjin Asjoe de grootste stemmentrekker van de UPB. Hij verkoos echter om als adviseur van premier Mike Eman, een aantal projecten op Aruba te beheren, waaronder het broederschapsprotocol Aruba-Bonaire. In 2013 keerde hij terug in de Bonairiaanse politiek met de door hem opgerichte Bonaireaanse Volksbeweging (MPB). 
Bij de eilandsraadsverkiezingen in 2015 werd de MBP de grootste partij in Bonaire. Nadat de formatie van het bestuurscollege mislukte werd Tjin Asjoe MPB-raadslid, -fractieleider en oppositieleider in de eilandsraad. Door de val van de coalitie in 2016 kon de MPB alsnog meebesturen. Tjin Asjoe werd tweemaal voor korte duur eilandgedeputeerde, onder meer met de portefeuilles economie en overheidsnv's. Na de eilandsraadsverkiezing van 2019  trad hij op 8 april 2019 aan als eilandsgedeputeerde van financiën, economische zaken en toerisme in de bestuurscoalitie MPB-UPB. Op 26 november 2020 stapte hij tijdelijk op als eilandsgedeputeerde vanwege persoonlijke redenen. In overleg met zijn partij MPB werd afgesproken dat hij weer in functie zou treden een jaar voorafgaand aan de verkiezingen van maart 2022. Al enige tijd was er kritiek op zijn beleid en het niet halen van de afgesproken datum van 15 november voor de aanbieding van de eilandsbegroting 2021 aan het Cft BES. Tussentijds worden zijn portefeuilles overgenomen door Hennyson Thielman. Op 22 december 2020 werd Tjin Asjoe ingezworen als lid van de eilandsraad.
In deze raad is hij tevens MPB-fractieleider. Op 6 december 2022 volgde hij Nina den Heyer op als gedeputeerde in het bestuurscollege van Bonaire.